# Bálsamo
Bálsamo is een gemeente in de Braziliaanse deelstaat São Paulo. De gemeente telt 8.227 inwoners (schatting 2009).

## Aangrenzende gemeenten
De gemeente grenst aan Mirassol, Mirassolândia, Monte Aprazível, Neves Paulista en Tanabi.